# (467016) 2016 CF143
(467016) 2016 CF143 es un asteroide perteneciente al cinturón de asteroides descubierto por LONEOS el 15 de enero de 2005 desde la Estación Anderson Mesa.